# Rösslerov lom
Rösslerov lom (slovensky Rösslerov lom) je přírodní památka v katastrálním území Vinohrady v obci Bratislava-Nové mesto v okrese Bratislava III v Bratislavském kraji. Území bylo vyhlášeno v roce 1990 a jeho rozloha je 2,38 hektaru. Předmětem ochrany je geologická lokalita s výchozem granodioritu, součásti krystalinika Malých Karpat.